# Nationens fiende: om mordet på Olof Palme
Nationens fiende: om mordet på Olof Palme är en bok publicerad 2016  av Lars Larsson, där författaren efter att ha gått igenom vittnesuppgifter från Palme-utredningen ringar in den så kallade Skandiamannen som möjlig gärningsman. Boken uppmärksammades av bland andra polisens Palmeutredning som tog kontakt med Larsson.
Larsson är född 1966, är uppvuxen i Nybro och är (2020) bosatt i Schweiz och arbetar på ett internationellt industriföretag.
Larsson började intressera sig för Palmemordet runt 2014 då han läste två böcker som pekade ut olika personer som Olof Palmes mördare, och blev fascinerad av att olika personer som tittade på samma fakta kunde komma till så olika slutsatser. Han bestämde sig då för att själv titta på samma fakta och se vad han kunde dra för slutsatser. Han beställde förundersökningsprotokollet från rättegången med Christer Pettersson och satte sig in i det, och studerade även bland annat Granskningskommissionens slutrapport från 1999. Larsson betonar att det trots många försvårande omständigheter kring Skandiamannens vittnesmål inte är möjligt att, baserat på hans bok, med säkerhet peka ut en specifik person som gärningsman.

## Utgåva
- 2016 –  Nationens fiende: om mordet på Olof Palme. Books On Demand. Libris 19655187. ISBN 91-7699-105-9. OCLC 1048949099